# Mataró
Mataró est une commune de la province de Barcelone, en Catalogne, en Espagne, dans la comarque du Maresme.

## Géographie
La commune est située en bord de mer Méditerranée, près des montagnes de la Cordillère littorale catalane et à moins de 30 km de Barcelone avec laquelle elle est reliée par une autoroute.

### Communes limitrophes
Les communes limitrophes sont  Argentona, Cabrera de Mar, Dosrius et Sant Andreu de Llavaneres.

## Histoire
Les origines de la ville de Mataró remontent à l'époque romaine, sous le nom d'Iluro.
L'héritage précieux de cette époque se manifeste par la villa romaine de Torre Llauder, de la fin du Ier siècle av. J.-C., ainsi que la villa romaine de Rocafonda.
On peut faire un parcours à travers son histoire, de l'ancienne Iluro romaine, et trouver en même temps du baroque, des influences architecturales coloniales et un témoignage remarquable de l'art moderniste grâce à un de ses représentants les plus importants : l'architecte Josep Puig i Cadafalch originaire de Mataró.
La première ligne des chemins de fer construite dans la péninsule ibérique fut une courte ligne reliant Barcelone à Mataró et mise en service en 1848.

## Politique et administration

### Conseil municipal
La ville de Mataró comptait 126 988 habitants aux élections municipales du 26 mai 2019. Son conseil municipal (en espagnol : Pleno del Ayuntamiento) se compose donc de 27 élus.
Depuis les premières élections municipales démocratiques de 1979, la ville a presque exclusivement été dirigée par des maires issus du Parti des socialistes de Catalogne (PSC).

### Maires
| Mandat    | Maire | Maire                                                 | Parti | Majorité |
| --------- | ----- | ----------------------------------------------------- | ----- | -------- |
| 1979-1983 |       | Joan Majó Manuel Mas (ca) (01/1983)                   | PSC   | 8 / 25   |
| 1983-1987 |       | Manuel Mas (ca)                                       | PSC   | 15 / 25  |
| 1987-1991 |       | Manuel Mas (ca)                                       | PSC   | 14 / 27  |
| 1991-1995 |       | Manuel Mas (ca)                                       | PSC   | 13 / 27  |
| 1995-1999 |       | Manuel Mas (ca)                                       | PSC   | 11 / 27  |
| 1999-2003 |       | Manuel Mas (ca)                                       | PSC   | 14 / 27  |
| 2003-2007 |       | Manuel Mas (ca) Joan Antoni Baron Espinar (ca) (2004) | PSC   | 11 / 27  |
| 2007-2011 |       | Joan Antoni Baron Espinar (ca)                        | PSC   | 11 / 27  |
| 2011-2015 |       | Joan Mora i Bosch                                     | CiU   | 8 / 27   |
| 2015-2019 |       | David Bote (ca)                                       | PSC   | 6 / 27   |
| 2019-2023 |       | David Bote (ca)                                       | PSC   | 13 / 27  |
| 2023-2027 |       | David Bote (ca)                                       | PSC   | 11 / 27  |

### Jumelages
- Créteil (France) depuis 1991

## Démographie
La commune, qui a une superficie de 22,30 km2, compte, selon le registre municipal 2017 de l'INE, 126 127 habitants et une densité de 5 655,92 habitants par km2.

## Économie
L'essor économique de Mataró est marqué à partir des années 1960 par la construction de véhicules (camions et autocars) de marque Pegaso.
Un appel d'offres eut lieu au niveau européen afin que les meilleurs ingénieurs participent à l'élaboration d'une usine d'un nouveau concept avec des chaînes robotisées.
Parmi les ingénieurs qui ont marqué cette belle aventure, pour l'Espagne André Fadda, pour la France Michel Cousin et pour l'Italie Primo Salicorni.
Depuis cette époque, la ville n'a cessé de progresser et les entreprises de s'implanter.
Mataró est aujourd'hui une ville possédant une zone industrielle remarquable.
Une usine du groupe Procter & Gamble y est implantée.

### Principaux secteurs d'activité
Textile et confection, Commerce et réparation, Construction, Agriculture (florale)

## Culture locale et patrimoine

### Lieux et monuments

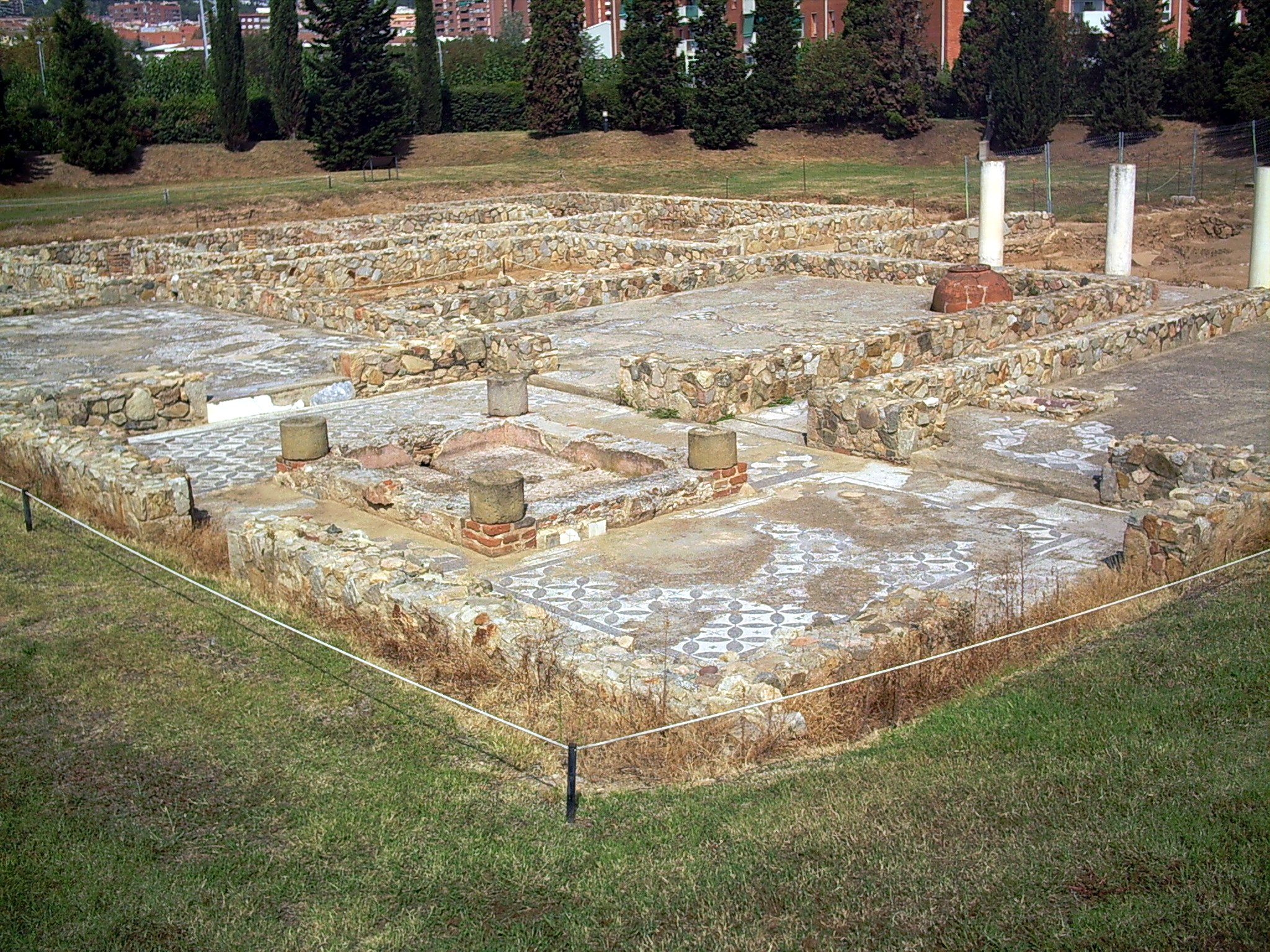
Villa romaine de Torre Llauder.

- La Villa romaine de Torre Llauder, site archéologique, et les vestiges de la cité antique d'Iluro.
- Mataró est également un centre culturel important dans la comarque du Maresme, dont elle est la capitale. Il y a deux musées et un parc, le Parc Central ; ce dernier est très grand et dispose de zones pour les enfants et la famille. Le centre est composé de rues piétonnes, la Riera et la rue Barcelona constituent la principale zone marchande de la ville. Il y a aussi un centre commercial, le Mataró Park, à côté de l'hôpital. Dernièrement, cette ville a connu un net accroissement de sa population, ce qui a engendré la naissance d'un nouveau quartier avec des appartements modernes : La Via Europa.

En juillet, la ville connaît une période de fête, Les Santes. Il y a alors beaucoup de concerts gratuits et des activités pour la famille et les enfants. On fait des défilés et des animations avec les gegants (géants), des grosses figures de papier mâché qui représentent des personnes importantes dans le passé de la ville. Ces gegants s'appellent Robafaves, Geganta, Maneló et Toneta. Portés par des hommes, ces géants dansent dans les rues de la ville au son de la musique que jouent les groupes. Il y a aussi les Momerotes, des figures de vaches qui ont du feu aux cornes et les Diablesses, des jeunes filles avec un vêtement de diable qui font du feu en roulant. Pendant les Santes a lieu le Correfoc, un itinéraire nocturne dans les rues sous le signe du feu. Après, il y a la Ruixada (l'arrosage), où le public se rafraîchit, arrosé avec de l'eau en écoutant de la musique au Parc Central. Les gens n'hésitent généralement pas à s'y mouiller en pleine nuit pour l'occasion.

### Personnalités liées à la commune
- Damià Campeny (1771-1855), sculpteur catalan né à Mataró ;
- Antonio Puigblanch (1775-1840) : homme de lettres espagnol, né à Mataró ;
- Josep Sabater (1882-1969) : pianiste et chef d'orchestre né à Mataró ;
- Maria Molist (1870-1933), styliste et créatrice de mode;
- José Riba (1923-2002) : footballeur espagnol, mort à Mataró ;
- Peret (1935-2014) : musicien de rumba catalane, né à Mataró ;
- Edgard Gunzig (1938-) : cosmologue belge, né à Mataró ;
- Miquel Barceló García (1948-2021): ingénieur, éditeur et écrivain né à Mataró;
- Albert Triola Graupera (1973-): acteur né à Mataró[1];
- Gemma Galdon Clavell (1976-), spécialiste d'éthique et de redevabilité des algorithmes, née à Mataró ;
- Lamine Yamal (2007-): footballeur espagnol, élevé dans le quartier Rocafonda à Mataró. Il rend d'ailleurs hommage à son quartier en célébrant ses buts avec le signe 304, pour le code postal de celui-ci (08304).